# Junta de Defensa Nacional
La Junta de Defensa Nacional fue el organismo constituido el 24 de julio de 1936 por los militares sublevados en el fallido golpe de Estado que dio lugar a la guerra civil española y que asumió de forma colegiada «todos los Poderes del Estado» en el territorio controlado por los sublevados.

## Instauración
Los conspiradores, en un primer momento, dirigían la guerra en función de la jerarquía militar, así que se encontraban dirigidos por José Sanjurjo, el de mayor rango. Estaba previsto que se constituyera formalmente un Directorio Militar presidido por el general Sanjurjo, pero murió el 20 de julio de 1936, en un accidente de aviación. Así, a su muerte, fue Miguel Cabanellas el que asumió en funciones el mando de los sublevados. El mismo 19 de julio, antes del fallecimiento de Sanjurjo, el general Mola elaboró una lista ampliada del directorio militar, así como las primeras disposiciones a dictar.
El 23 de julio los generales sublevados decidieron crear una Junta de Defensa Nacional que se constituyó oficialmente en Burgos al día siguiente, 24 de julio. Según el decreto número 1 hecho público un día después (25 de julio), la Junta asumía «todos los poderes del Estado y representa legítimamente al País ante las Potencias extranjeras». Estaba compuesta por siete miembros (los generales de división Miguel Cabanellas y Andrés Saliquet; los generales de brigada Miguel Ponte, Emilio Mola y Fidel Dávila; y los coroneles de Estado Mayor Federico Montaner Canet y Fernando Moreno Calderón) presididos por el general de división de mayor antigüedad, Miguel Cabanellas. Al día siguiente, la Junta nombró a Francisco Franco jefe de las fuerzas sublevadas en el frente sur, y no fue hasta el 3 de agosto cuando se propuso su incorporación a la Junta como miembro, junto con los generales Gonzalo Queipo de Llano y Luis Orgaz. La Junta quedó entonces con diez miembros, nombrados formalmente el 17 de septiembre aunque de facto tenían voz y voto en las decisiones de dicha Junta desde el 3 de agosto.
El 28 de julio la Junta hizo público un bando de guerra en que extendía «el Estado de Guerra declarado ya en determinadas provincias» «a todo el territorio nacional». En él se calificaba la rebelión contra el gobierno de la República que encabezaba como «movimiento redentor de nuestra Patria» cuya finalidad era «defender a la Nación».
Varias semanas después, el presidente firmó un decreto de la Junta por el cual la bandera tricolor (roja, gualda y morada) establecida por la Segunda República Española fue reemplazada por la bicolor (roja y gualda) que fuera creada en tiempos de Carlos III como bandera de la marina de guerra, y posteriormente como bandera nacional durante la Monarquía y la Primera República. El 21 de septiembre de 1936 tuvo lugar en Salamanca una reunión en la que la Junta debía tratar acerca del establecimiento de un mando militar único que evitara ciertas fricciones como las producidas en los dos meses ya transcurridos, lo cual fue aprobado por dicha Junta con la oposición de Cabanellas, su presidente. A continuación se votó la designación y fue elegido Francisco Franco (que había estado a las órdenes de Cabanellas en África) como Jefe del Gobierno del Estado y Generalísimo de los Ejércitos manifestando Cabanellas que se abstenía de votar dada su posición contraria a la medida. 
Por otra parte, debido al peso específico del ejército establecido en África que se trasladaba para ocupar la península en los inicios de la guerra, Franco, que como general al mando dirigía las operaciones de dicho ejército, se postuló para el mando único, estableciéndose así por resolución del 21 de septiembre, otorgando la Jefatura del Estado y el grado de "Generalísimo" a Franco el 30 del mismo mes y proclamándose el 1 de octubre con un desfile militar en Burgos.

### Miembros
Presidente
- General de División Miguel Cabanellas Ferrer

Vocales
- General de División Andrés Saliquet Zumeta
- General de Brigada Miguel Ponte y Manso de Zúñiga
- General de Brigada Emilio Mola Vidal
- General de Brigada Fidel Dávila Arrondo
- Coronel de Estado Mayor Federico Montaner Canet
- Coronel de Estado Mayor Fernando Moreno Calderón[2]
- Capitán de Navío Francisco Moreno Fernández (30 de julio de 1936)[6]
- General de División Francisco Franco Bahamonde (4 de agosto de 1936)[7][3]
- General de División Germán Gil y Yuste (18 de agosto de 1936)[8][3]
- General de División Gonzalo Queipo de Llano y Sierra (19 de septiembre de 1936)[9][3]
- General de Brigada Luis Orgaz Yoldi (19 de septiembre de 1936)[9][3]

## Supresión
El Decreto núm. 138 de la Junta de Defensa Nacional de 29 de septiembre de 1936, publicado el 30 nombraba Jefe del Gobierno del Estado español al general Franco, quien asumió todos los poderes del nuevo Estado, incluyendo la condición de Generalísimo de las fuerzas nacionales de Tierra, Mar y Aire y el mando supremo de todas las operaciones. La Junta de Defensa Nacional quedaba extinguida con la transmisión de poderes a Franco. Para la administración del Estado, al margen de las cuestiones referidas a la marcha de la guerra, Franco constituyó inmediatamente una Junta Técnica del Estado y otros organismos auxiliares.

## Otros organismos con el mismo nombre
Durante el régimen de Franco se crearon otros dos organismos con la misma denominación de Junta de Defensa Nacional. El 8 de agosto de 1939, ya acabada la guerra civil, se constituyó como órgano asesor del Consejo de Ministros, nuevamente en funcionamiento desde 1938. La  Ley Orgánica del Estado de 10 de enero de 1967 creó una Junta de Defensa Nacional dirigida por el presidente del Gobierno e integrada por los jefes de Estado Mayor de los tres ejércitos, cuya función era de asesoramiento en materia de Defensa y con capacidad para asumir, junto al Consejo del Reino, funciones de Jefatura del Estado en situaciones de crisis.
Durante el período de la transición política y posteriormente se ha denominado en diversas ocasiones Junta de Defensa Nacional al órgano integrado por el presidente del Gobierno, el ministro de Defensa, el jefe de Estado Mayor de la Defensa (JEMAD) y los jefes del Estado Mayor de cada uno de los tres ejércitos, que asesoran al Gobierno en materia de Defensa, sin competencias ejecutivas. En 2005 desapareció finalmente la Junta pasando sus funciones al Consejo de Defensa Nacional.